# Homaspis narrator
Homaspis narrator är en stekelart som först beskrevs av Johann Ludwig Christian Gravenhorst 1829.  Homaspis narrator ingår i släktet Homaspis och familjen brokparasitsteklar. Arten är reproducerande i Sverige. Inga underarter finns listade i Catalogue of Life.